# Азимзаде, Юсиф Ахадулла оглы
Юсиф Ахадулла оглы Азимзаде (азерб. Yusif Əzimzadə; 22 февраля 1917, Баку — 6 марта 1984, Баку) — азербайджанский советский писатель
, драматург, публицист, переводчик, редактор. Член Союза писателей Азербайджана (с 1942), Заслуженный деятель искусств Азербайджанской ССР (1979).

## Биография
Сын революционера. До 1937 годах обучался в Бакинском индустриальном техникуме им. Наримана Нариманова. Работал на подстанциях пригородов Баку (1934—1937)/ В 1939 году в звании старшего лейтенанта окончил военное училище в Баку.
Участник похода в Западную Украину и Западную Белоруссию 1939 года и советско-финляндской войны 1939—1940 годов. Был ранен, несколько месяцев в 1940 г. провёл на лечении в Ленинградском военном госпитале. Вернулся инвалидом.
В 1942—1944 годах заведовал литературным отделом в азербайджанской «Литературной газете», работал в журнале «Революция и культура» (Азербайджан). В 1944—1945 годах — старший преподаватель при партийно-историческом институте ЦК Компартии Азербайджана, заведующий отделом литературной части Бакинского театра юного зрителя им. М. Горького (1945—1947), заведующий отделом критики журнала «Революция и культура», главный редактор первого азербайджанского детского журнала «Göyərçin» («Голубь»), главный редактор «Литературной газеты» (Азербайджан), главный редактор газеты «Литература и искусство» (Азербайджан), консультант по художественному переводу Союза писателей Азербайджана (1966—1971), главный редактор газеты «Литература и искусство» (Азербайджан) (1971—1978)
Член ВКП(б) с 1944 года.
Отец режиссёра Гюльбаниз Азимзаде (1947—2006), заслуженного деятеля искусств Азербайджана.

## Творчество
Печатается с 1935. Автор сборников рассказов «Первая встреча» («Илк ҝөрүш», 1945), «После встречи» («Ҝөрүшдән сонра», 1950), «Братья» («Гардашлар», 1954), «Огни Баку» («Бакынын ишығлары», 1956), героями которых являются современники автора. Повести «Он не был чужим» («О гәриб дејилди», 1967, рус. пер. 1973), «Отвечайте на позывные „Ласточка“» («Гарангуша һај верин», 1969) и др. посвящены военно-патриотической тематике.
Ю. Азимзаде написал ряд пьес для ТЮЗа («Царство цветов», «Анаджан», «Апрельское утро», «Насреддин», «Соседи», «Я — молодогвардеец») и произведений для детей.
Переводил на азербайджанский язык произведения Ф. М. Достоевского, Л. Н. Толстого, Н. В. Гоголя, И. С. Тургенева, А. П. Чехова, А. Островского, М. Горького, А. Н. Толстого, К. М. Симонова, В. Ф. Пановой, А.Грина, О.Гончара, Дж. Лондона, и других.